# 1950년대 홍콩
홍콩의 1950년대는 일본의 홍콩 점령이 1945년에 끝나고 영국 주권이 회복되면서 혼란스러운 상황 속에서 시작되었고, 중국국민당과 중국공산당 간의 국공 내전이 중국 대륙에서 재개되었다. 이는 본토에서 대규모 난민 유입을 촉발하여 엄청난 인구 급증을 야기했다. 1945년부터 1951년까지 인구는 60만 명에서 210만 명으로 늘어났다. 정부는 이들 이민자들을 수용하는 데 어려움을 겪었다. 중국의 불안은 또한 기업들이 자산과 자본을 상하이시에서 홍콩으로 이전하게 만들었다. 이민자들의 저렴한 노동력과 함께 20세기 후반 홍콩의 경제 기적의 씨앗이 뿌려졌다.

## 배경

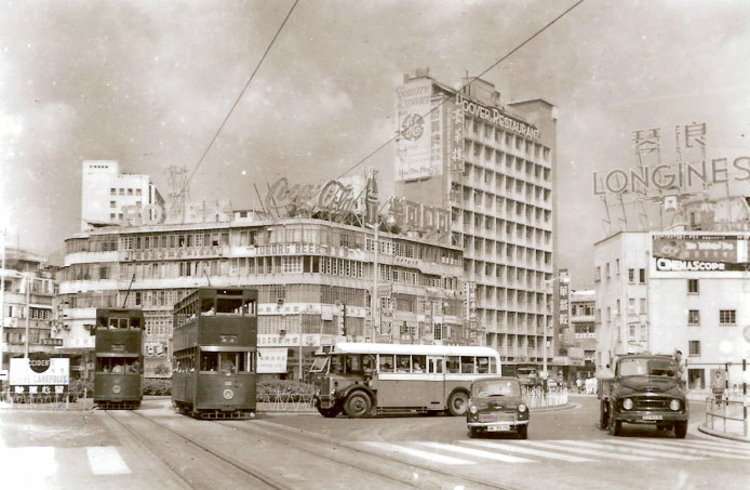
1955년 코즈웨이베이

1949년 초 중국공산당이 승리에 가까워지면서 홍콩이 공산주의자들에게 침공당할 것이라는 두려움이 있었다. 영국 정부는 베를린 봉쇄와 공산주의 정부에 대한 적대감에 대한 기억이 생생함에도 불구하고 홍콩을 공산주의 영향권 내의 자본주의 전초기지로 유지하기로 결정했다. 주둔지는 강화되었고 호주로의 피난 계획이 세워졌다. 그러나 중국 인민해방군은 국경에서 진격을 멈추라는 명령을 받았고 홍콩은 영국 식민지로 남아 있었다.
홍콩은 중국의 입구에 있는 귀중한 무역 중심지였으며, 이 연결을 유지함으로써 베이징의 새 정부와 사업을 하는 것이 더 쉬울 것이라고 기대했다. 싸우지 않고 홍콩을 공산주의자들에게 넘겨주는 것은 유럽과 아시아에서 증가하는 공산주의 위협, 특히 말라야 비상사태에 직면하여 국가적 약점으로 간주될 것이다. 1950년대 웨스트민스터의 영국 의회에서 홍콩의 중계무역이 유지될 수 없다면 중국에 반환해야 한다는 논의가 있었다. 사람들은 이러한 제안에 분노했고, 이에 홍콩 정부는 홍콩을 제조 중심지로 만들기로 결정했다.

## 인구 통계

1959년 1월 말 공식 채택된 홍콩의 문장 (1959–97)

### 인구
1950년대는 일자리와 천연자원이 없는 빈곤한 사람들이 많았다. 이 문제는 1951년 6월까지 국경 통제가 부족하여 건너올 수 있었던 중국 본토의 난민 유입으로 더욱 심화되었다. 중국공산당의 재편성으로 1949년에 중화인민공화국이 수립되었다.
새로운 정권 아래 매달 10만 명에 달하는 사람들이 홍콩으로 도피했으며, 이들 중 다수는 경영 경험을 가진 부유한 농민과 자본가들이었지만, 훨씬 더 많은 수가 홍콩에 영향력 있는 삼합회 조직을 설립한 범죄자들이었다. 1950년대 중반까지 홍콩의 인구는 엄청난 220만 명으로 증가했다. 1956년까지 홍콩의 인구 밀도는 세계에서 가장 높은 수준이 되었다.

### 주택
1953년, 섹킵메이 화재로 53,000명의 이재민이 발생했다. 이는 큰 변화를 가져왔다. 제22대 홍콩 총독인 알렉산더 그랜덤 경은 '다층 건물'을 일반적인 건축 형태로 도입하는 비상 주택 프로그램을 고안했다. 그의 건물은 화재/홍수 방지 구조물에 2,500명을 수용할 수 있었다. 이 아이디어는 노숙자 보호소 위기에 대처하기 위해 가능한 한 많은 사람들을 가능한 한 빨리 수용하는 것이었다. 건물의 각 층에는 공동 주방, 화장실, 세면 시설이 있었다. 각 성인에게는 24제곱피트(2.2m2)가 주어졌고, 12세 미만 어린이에게는 그 절반이 주어졌다. 고층 건물은 전체 부피에 비해 발자국이 작기 때문에 표준이 될 것이다.

## 문화

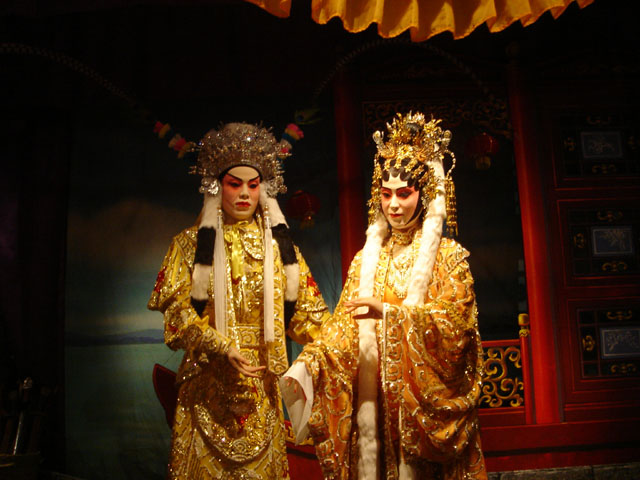
광둥 오페라

### 생활 양식
일본 점령이 끝난 후, 홍콩 정부는 쌀과 면 실을 포함한 식량과 원자재의 구매 및 분배를 독점했다. 정부의 가격 통제는 1953년이 되어서야 폐지되었다. 이 시기는 자원 부족과 끊임없는 인구 증가로 요약될 수 있다. 많은 본토인들이 홍콩으로 국경을 넘어와 옥상과 산 가장자리에 불법적인 오두막을 세웠다. 중국의 다양한 집단과 홍콩의 원래 거주자들의 통합은 모든 사람들이 압도적인 수의 중국어 방언과 씨름해야 하는 사회를 만들었다.

### 교육
홍콩에서 태어난 사람들에게는 정부가 교육과 주택을 제공했다. 첫 난민 집단은 정부가 그들이 중국 대륙으로 돌아갈 것이라고 믿었기 때문에 임시 피난처만 허가되었다. 정부 지출의 약 9%가 교육과 의료에 사용되었다. 교육과정은 학생들이 홍콩이나 중국과 어떤 국가적 의미에서도 연관성을 느끼지 않도록 하는 것이 중요했다. 이는 그들이 영-중 무역 관계의 중개자라는 점을 강조했다.
이 기간의 내부 정부 문서는 도시 지역의 약 34개 학교가 실제로 공산주의자들에게 통제되는 것으로 분류되었으며, 신제의 24개 학교가 포함되었다고 밝혔다. 또 다른 32개 학교에는 직원과 교사 등 좌익 세력이 있었다. 1952년에는 교육감에게 정치적 세뇌에 의해 통제된다고 믿어지는 학교를 폐쇄할 수 있도록 하는 새로운 조례가 통과되었다. 난민들은 주로 기독교 교회에서 교육과 사회 서비스를 찾았다. 흥따오 중학교와 난팡 대학에서 조치가 취해졌다.

### 엔터테인먼트
1950년대의 주요 엔터테인먼트 형태 중 하나는 광둥 오페라였다. 쇼브라더스는 또한 최초의 무술 영화 그룹을 제작할 것이다. 그들의 주목할 만한 검술 스타일은 앞으로 수년 동안 많은 영화와 TV 드라마에서 모방될 것이다.

### 법과 질서
홍콩 1956년 폭동은 이 지역에서 최초의 전면적인 폭동 중 하나였다. 이는 저임금, 장시간 근무, 과밀한 환경의 위험성에 대해 정부를 일깨웠다. 엄격한 법 집행은 이 시기에 삼합회를 약화시킬 것이다. 1950년대의 대부분의 사회 문제는 홍콩 땅의 민족주의자 파벌과 공산주의자 파벌에 관한 것이었다. 런던의 화이트홀 (런던)에 있는 영국 정부는 공산주의자들이 식민지에서 반영국적 정서를 조장할 것을 우려했다. 따라서 화이트홀 (런던)의 식민지부는 홍콩 정부가 식민지 내에서 반공 정책을 따르도록 장려했다. 1956년 폭동에 대한 주요 설명은 2020년 라우틀리지에서 출판된 역사가 로한 프라이스의 책에 실렸다.

## 경제

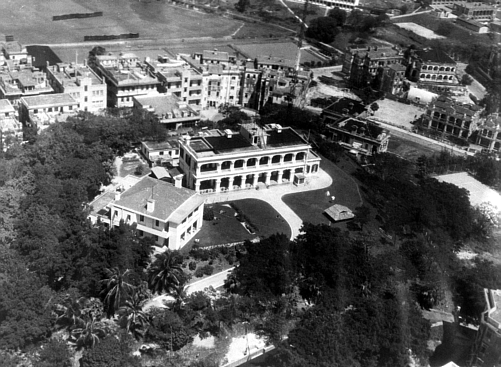
1950년 가우룽 짐사저이에 위치한 홍콩 천문대

### 교통
홍콩 택시 서비스는 1947년에 단 329대의 차량으로 설립되었다. 1959년 10년이 끝날 무렵에는 851대의 차량으로 확장되었다. 승객이 특정 버스 노선을 따를 필요가 없었기 때문에 서비스는 더욱 인기를 얻었다.

### 산업
1953년, 두 건의 홍콩의 간척 프로젝트로 홍콩에 3,000,000 제곱피트 (280,000 m2)가 추가되었다. 첫 번째 프로젝트는 특히 카이탁 공항에 활주로 공간을 추가할 것이다. 추가적인 간척으로 군통과 췬완은 산업 도시로 변모할 것이다. 초기 산업 중심지에서는 단추, 인조 꽃, 우산, 직물, 에나멜웨어, 신발, 플라스틱과 같은 재료를 생산했다.

### 병원 및 환대
난민 처리는 수많은 서비스와 프로그램의 협력을 필요로 했다. 영국 적십자는 1950년 7월 12일 홍콩 적십자로 홍콩에 첫 지부를 설립했다. 그들은 라이치콕 병원에서 시작하여 환자 돌봄 서비스를 시작했다. 헌혈도 1952년에 시작되었으며, 첫 해에 483명이 기부했다. 1953년에는 주로 섹킵메이 화재에 대처하기 위해 재난 구호 서비스가 설립되었다. 홍콩 관광진흥청은 1957년에 설립되었다.

### 금융
당시 은행은 정부에 의해 규제되지 않았다. 중앙은행이나 통화 정책은 없었다. 총독은 당시 빠르게 성장하는 경제에 자금을 조달하는 데 심각한 문제가 되었음에도 불구하고 홍콩 증권거래소를 규제하고 싶어 하지 않았다. 제조업자들은 투자 부족에 대해 끊임없이 불평했다. 정책을 수정하라는 압력이 홍콩 내부와 외부에서 왔다.